# Lidia Wiśniewska
Lidia Wiśniewska (ur. 13 września 1954 w Bydgoszczy) – polska historyk literatury, profesor nauk humanistycznych. Specjalizuje się w zagadnieniach z zakresu filologii polskiej, komparatystyki, literatury polskiej XX wieku oraz literatury powszechnej. Wykładowca i kierownik Katedry Literatury Powszechnej i Komparatystyki na Wydziale Literaturoznawstwa Uniwersytetu Kazimierza Wielkiego w Bydgoszczy. Wiceprezes Towarzystwa Literackiego im. Adama Mickiewicza, członkini Towarzystwa Literackiego im. Teodora Parnickiego.

## Życiorys
Córka powstańca wielkopolskiego. Uczyła się w szkołach powszechnych w Bydgoszczy i Gostyczynie oraz w Liceum Ogólnokształcącym w Tucholi. Absolwentka polonistyki na Uniwersytecie Mikołaja Kopernika w Toruniu. Stopień magistra uzyskała w 1977. Doktoryzowała się w 1989 roku w Instytucie Badań Literackich Polskiej Akademii Nauk na podstawie pracy zatytułowanej Ku uniwersalności. Rzecz o nowej powieści 1957-1981 (na wybranych przykładach). Habilitowała się jedenaście lat później w tym samym instytucie na podstawie rozprawy Między biegunami i na pograniczu. O "Białym małżeństwie" Tadeusza Różewicza i poezji Zbigniewa Herberta. Tytuł profesora nauk humanistycznych nadano jej w 2011 roku.
Pod jej kierunkiem w 2008 stopień naukowy doktora uzyskał Mirosław Gołuński.